# Каллум, Ян
Ян Каллум (англ. Ian Callum, 30 июля 1954, Дамфрис) — британский дизайнер автомобилей, который работал в Ford, TWR и Aston Martin, а в 1999 году стал директором по дизайну автомобилей в Jaguar, который затем в 2013 году объединился в Jaguar Land Rover.

## Биография
Родился 30 июля 1954 года в Дамфрисе, Шотландия.
Учился в политехническом университете Ланчестера (ныне университет Ковентри), в Колледже искусств и общественных наук Абердинского университета и в Школе искусств в Глазго, где получил степень в области индустриального дизайна. Впоследствии он окончил Королевский колледж искусств в Лондоне, получив степень магистра в области автомобильного дизайна.
С 1979 по 1990 год работал на Ford Motor Company, в частности, способствовал разработке Ford RS200 и Ford Escort.
В 1990 присоединился к «Tom Walkinshaw Racing». В этот период он частично отвечал за разработку Aston Martin DB7, благодаря чему, пожалуй, стал наиболее известным. Также принимал участие в разработке Aston Martin Vanquish, концепт-кара DB7 Vantage (с двигателем V12) и Aston Martin Project Vantage и отвечал за широкий спектр дизайнерских программ для других клиентов TWR, включая Volvo, Mazda и HSV.
Был удостоен Мемориальной премии Джима Кларка в 1995 году в знак признания его работы над DB7. В 1998 году он сконструировал Nissan R390 GT1.
С 1999 по 2019 год был директором по дизайну автомобилей Jaguar. Приложил усилия к разработке Jaguar X-Type Estate (2004), Aston Martin DB9 (2004), Jaguar XK (2005), Jaguar XF (2008), Jaguar XJ (2009), Jaguar C-X75 (2010), Jaguar C-X16 (2012), Jaguar F-Type (2013), Jaguar F-Pace (2015).
В 2019 году награжден орденом Британской империи (CBE) за достижения в британской автомобильной индустрии.

## Дизайн
Работы дизайна Яна Каллума:

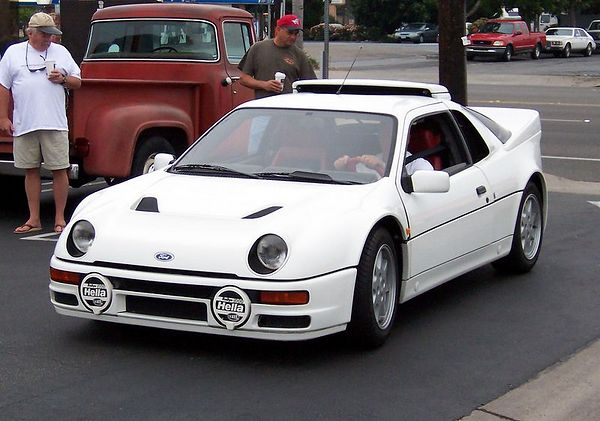
Ford RS200 (1984)
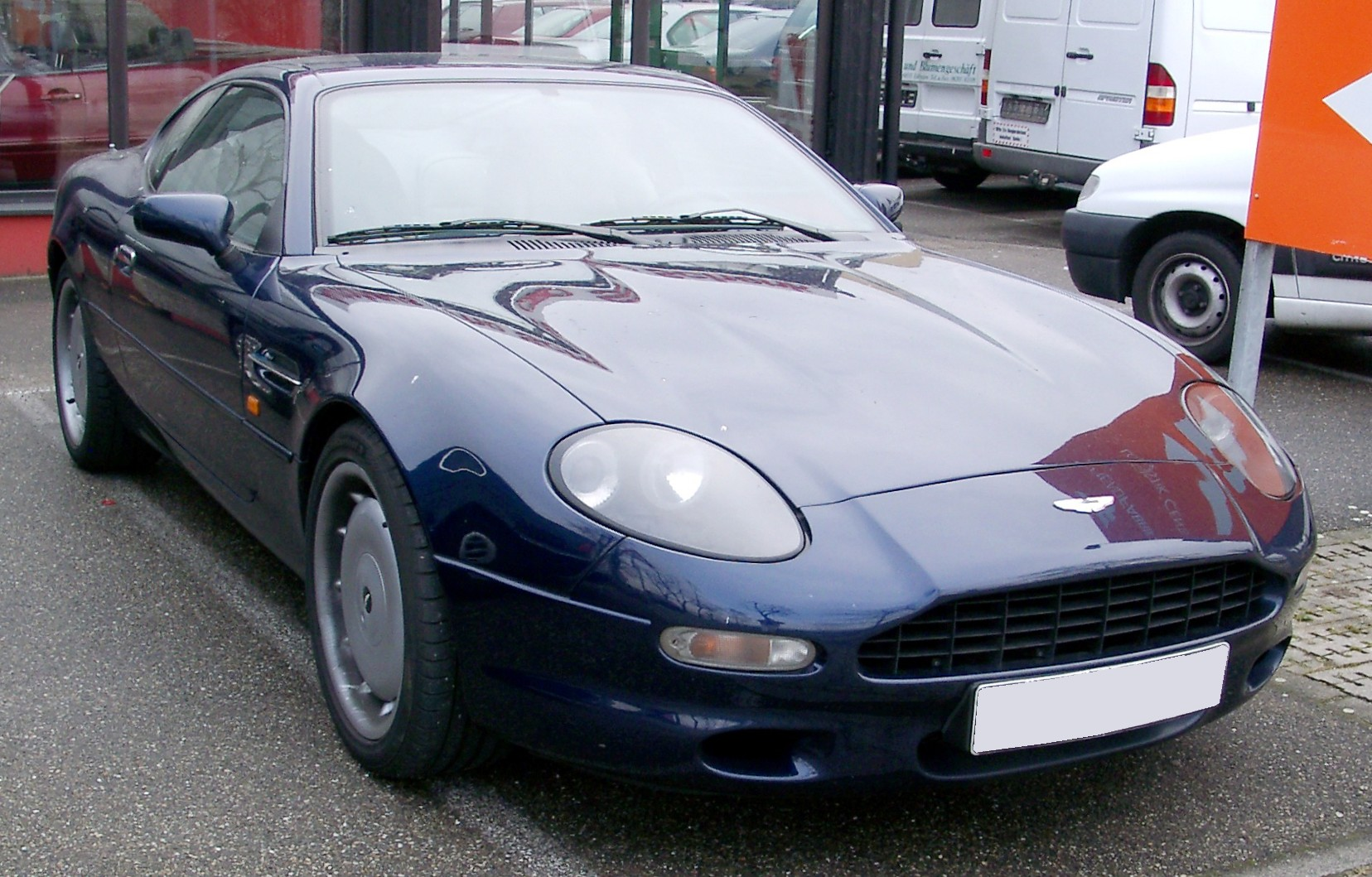
Aston Martin DB7 (1993)
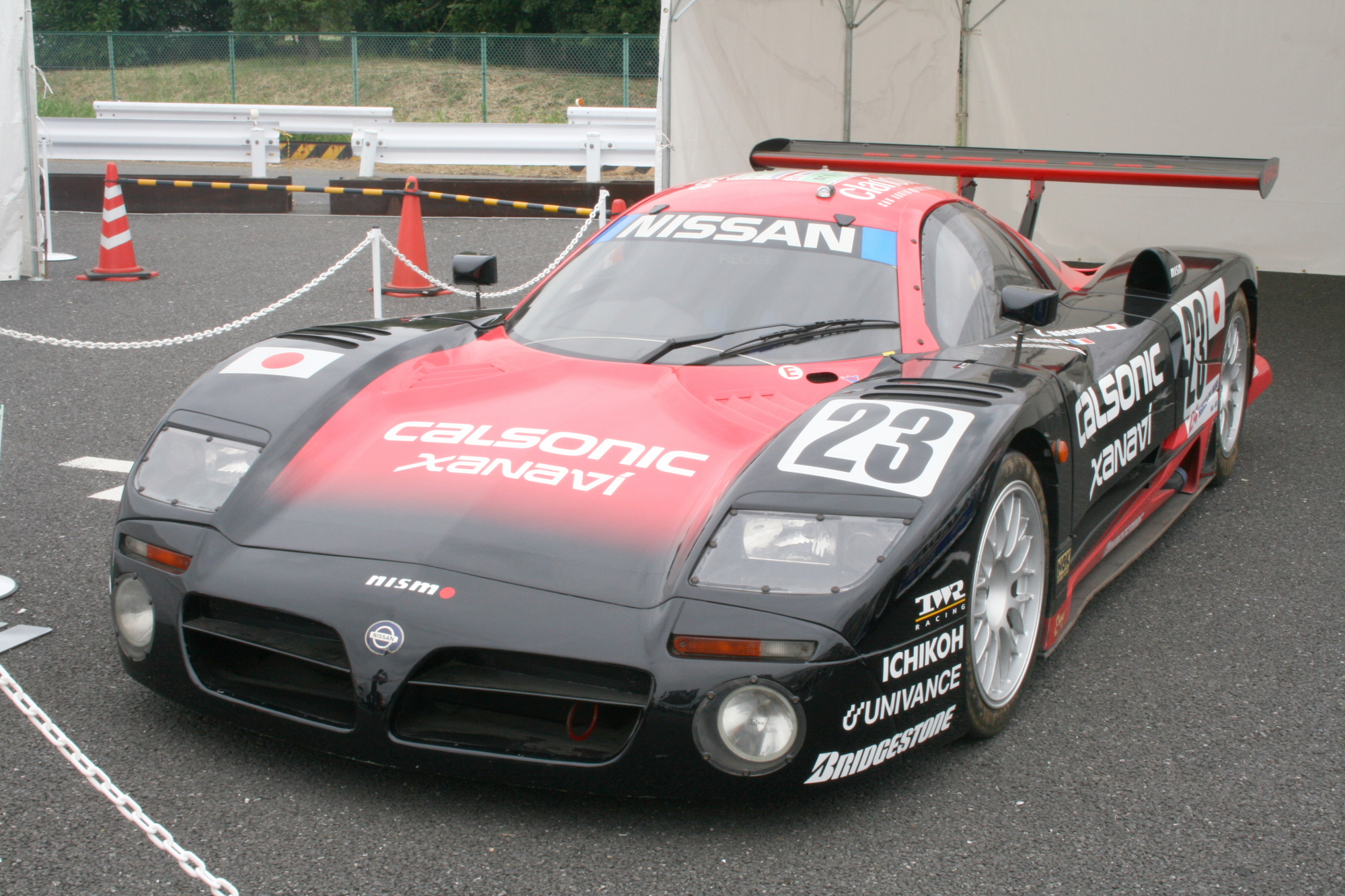
Nissan R390 (1997)
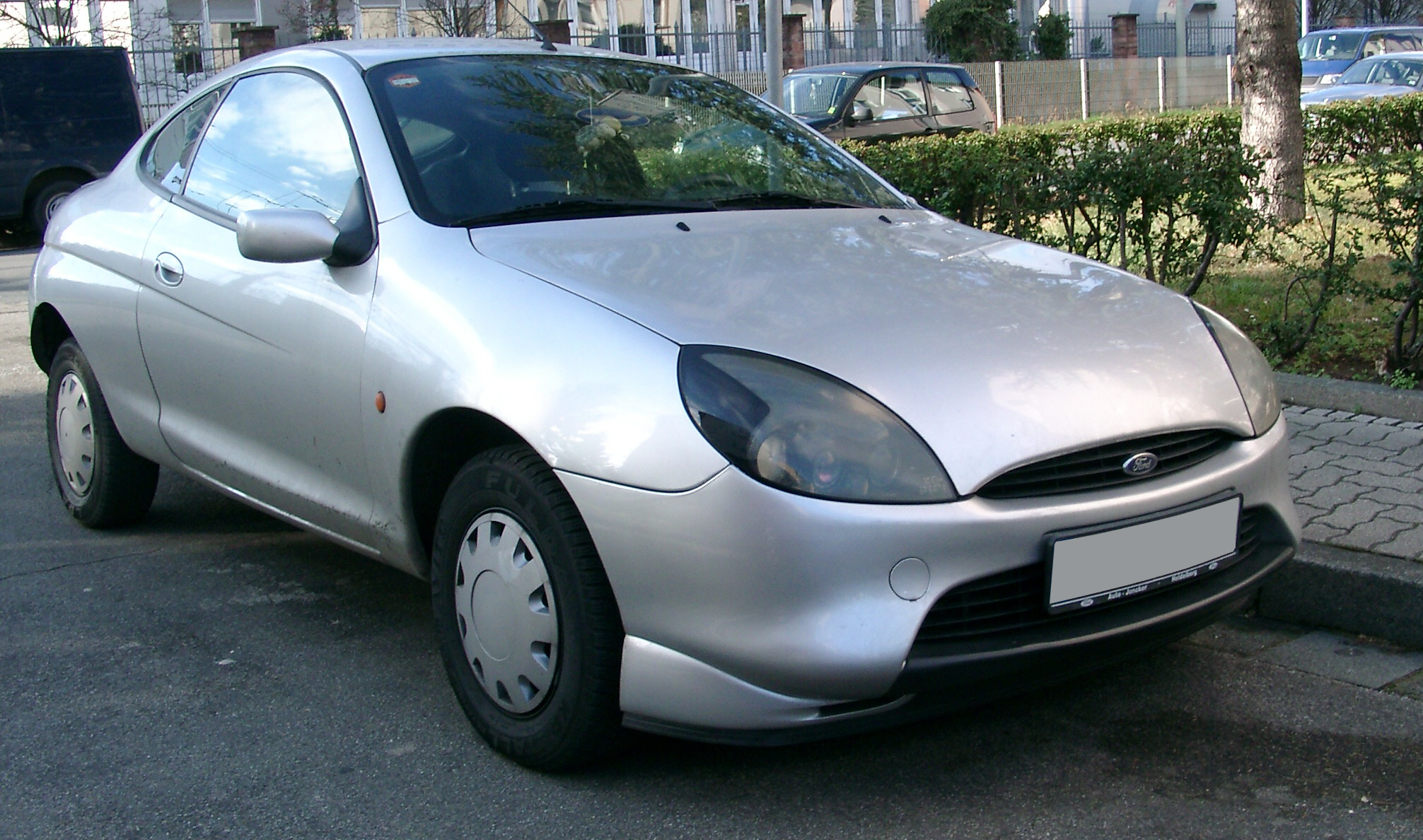
Ford Puma (1997)
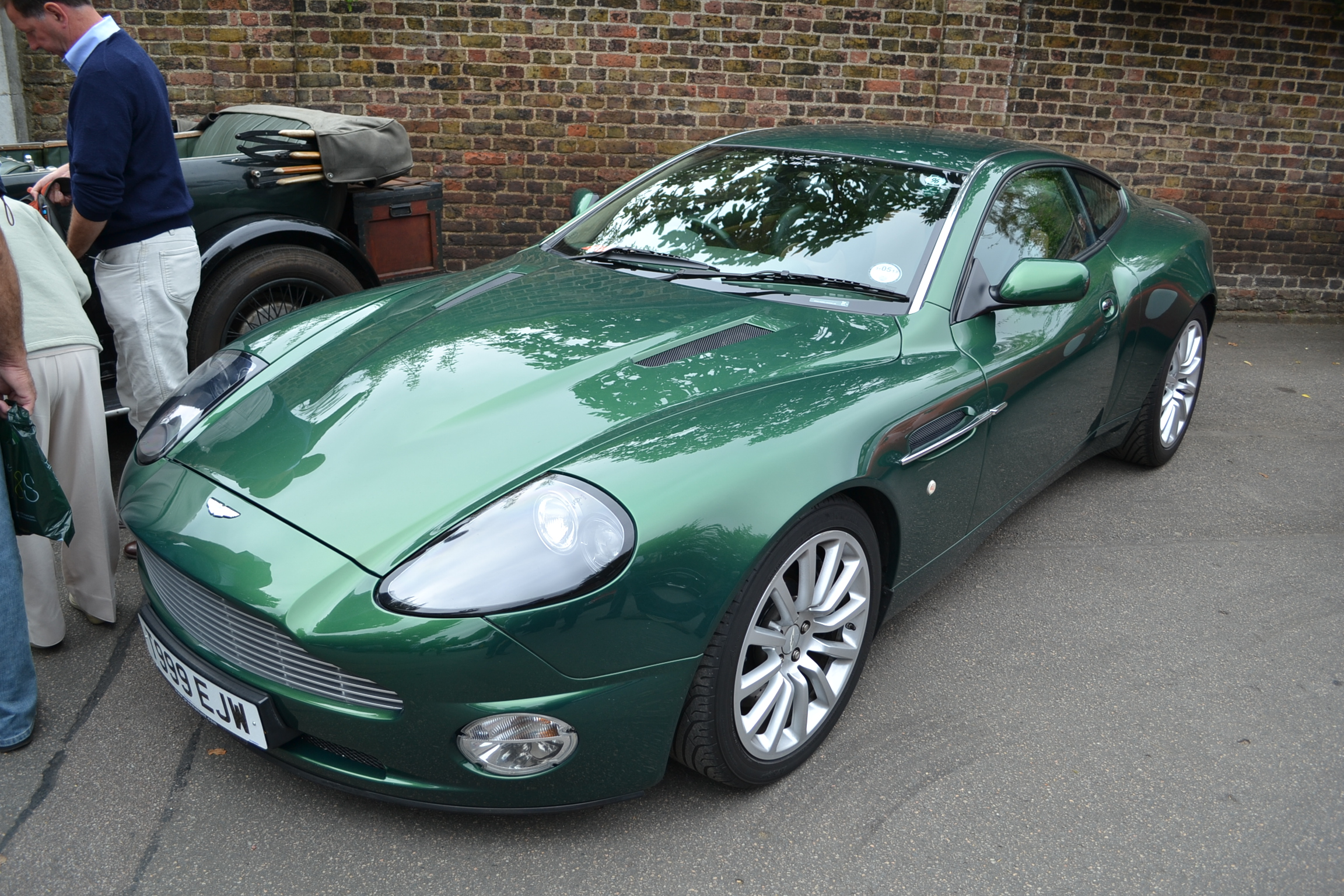
Aston Martin V12 Vanquish (2001)
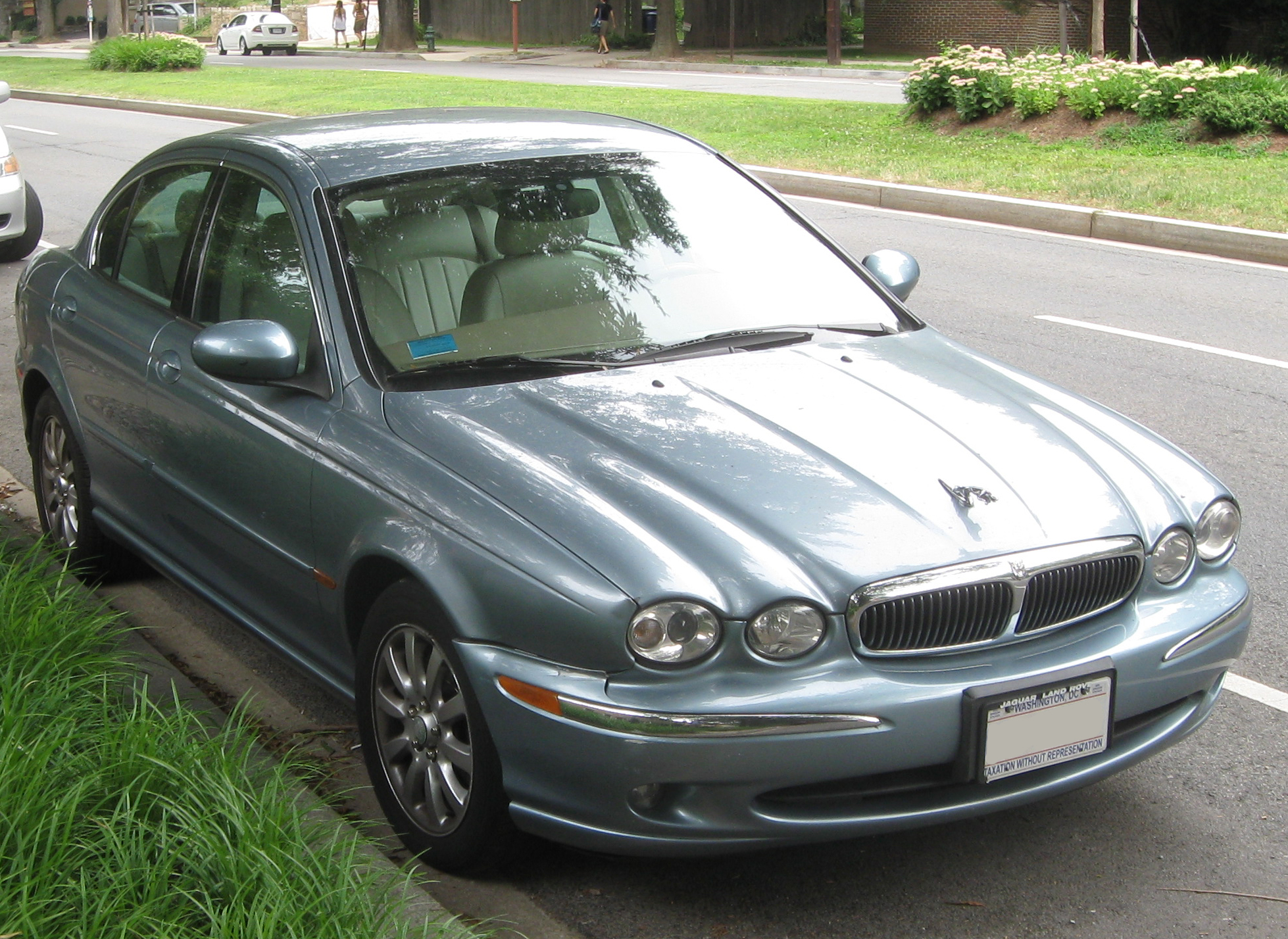
Jaguar X-Type (2001)
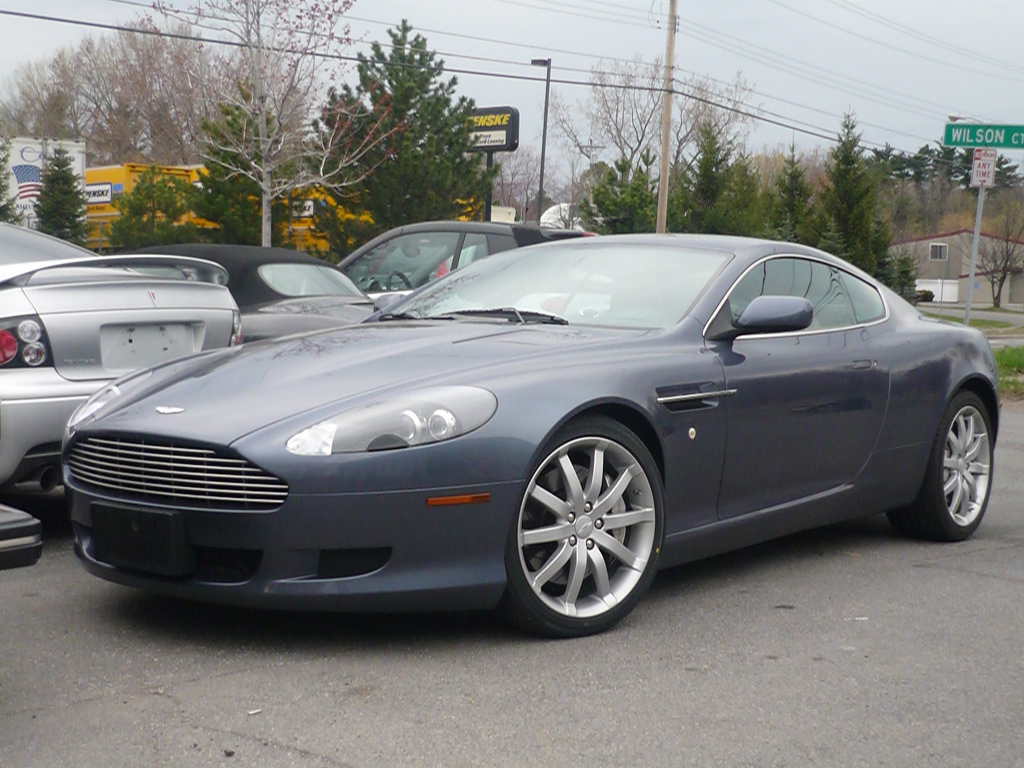
Aston Martin DB9 (2003)
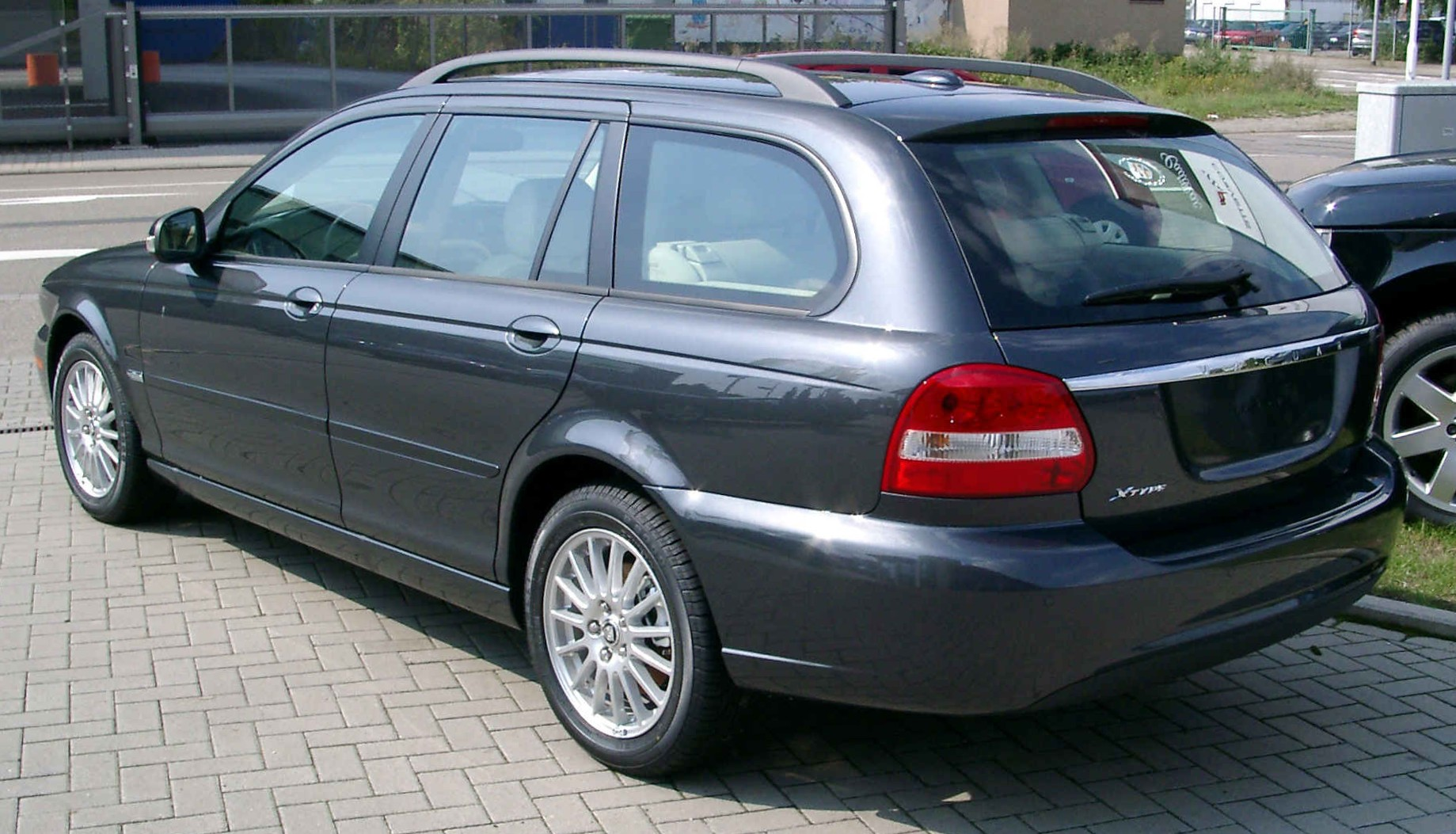
Jaguar X-Type Estate (2004)
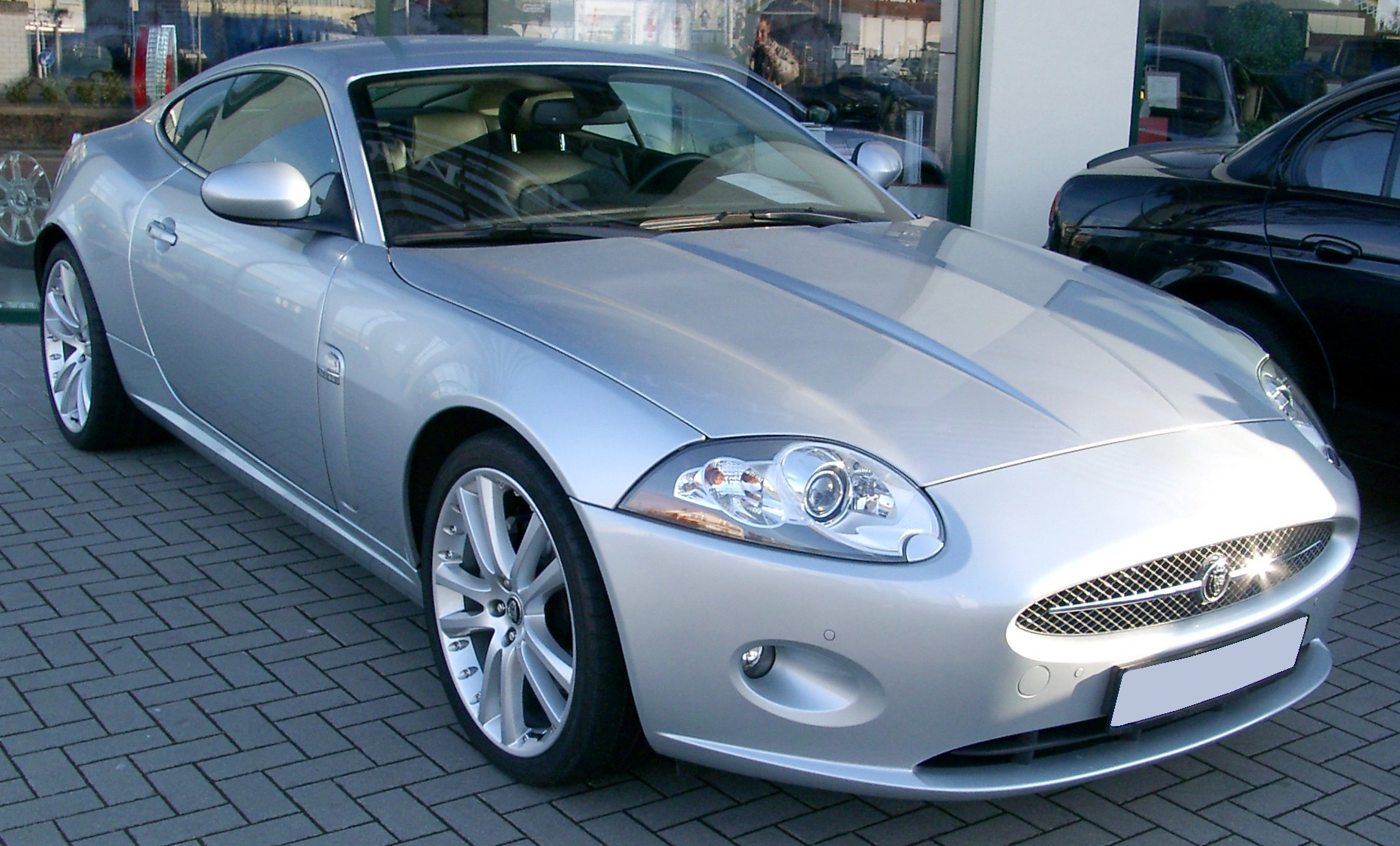
Jaguar X150 (2005)
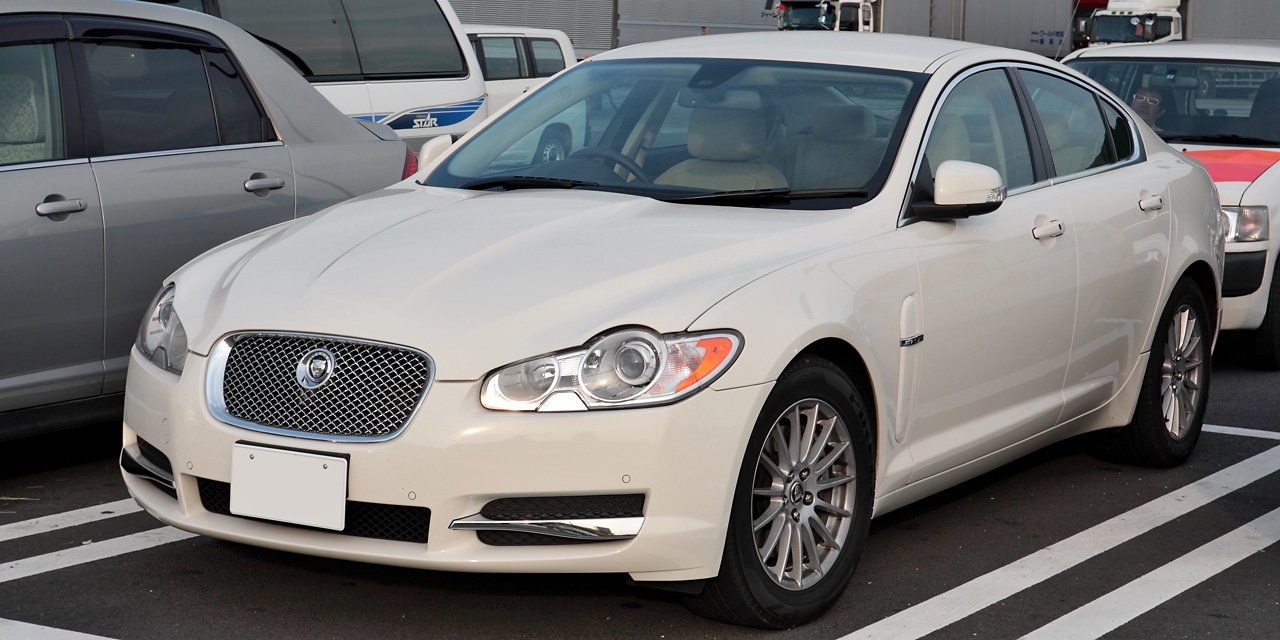
Jaguar XF (2008)
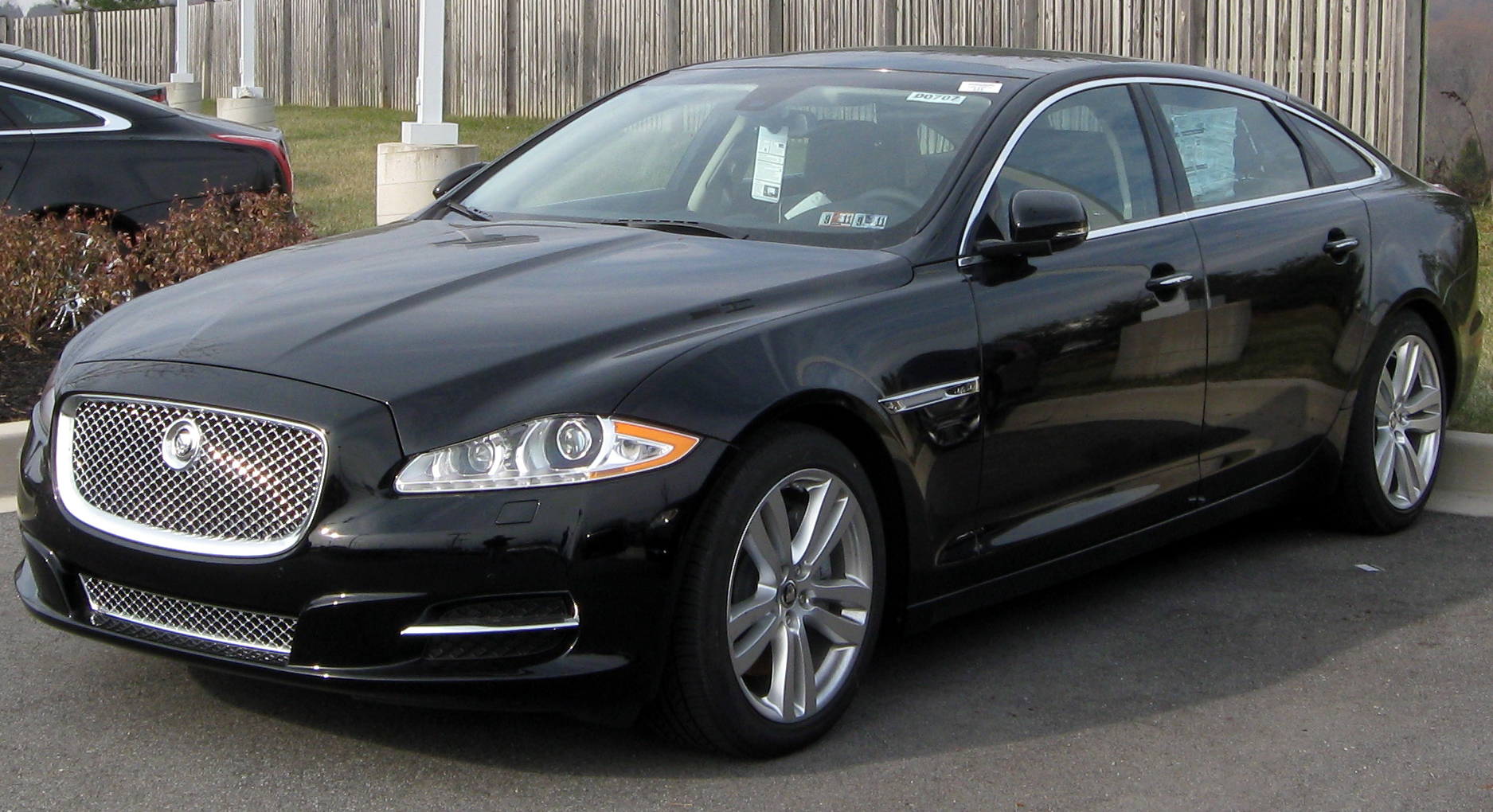
Jaguar XJ (2009)
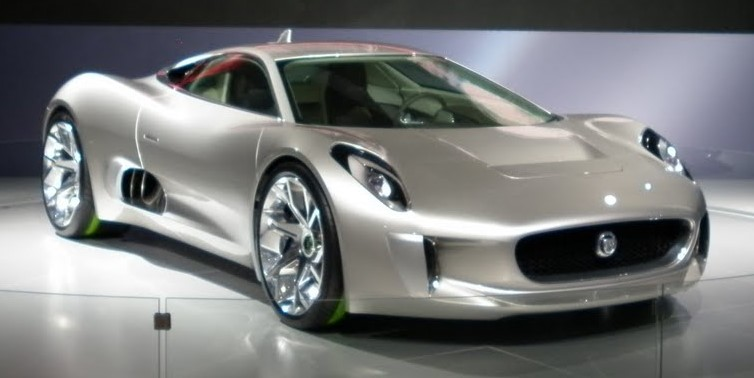
Jaguar C-X75 (2010)
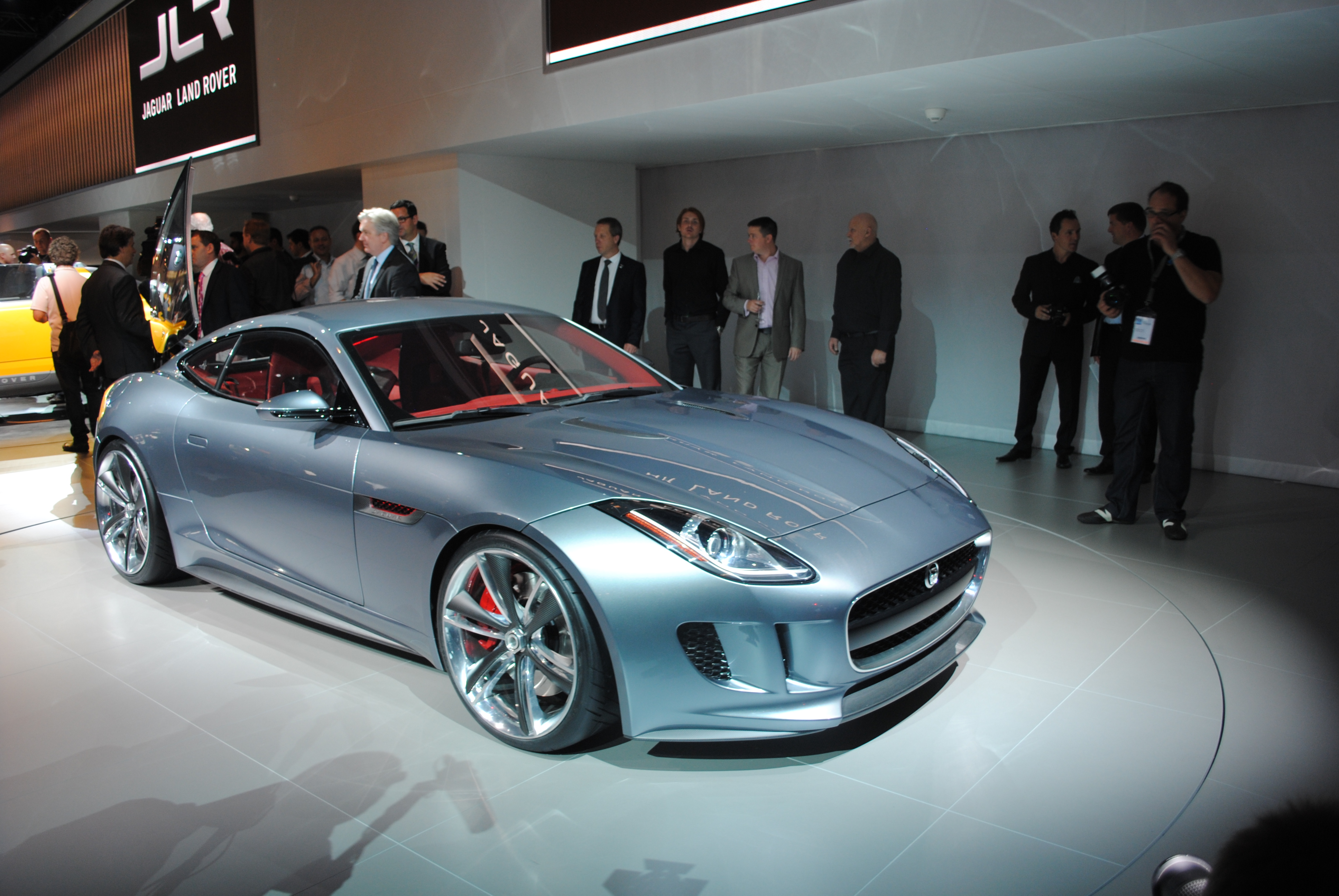
Jaguar C-X16 (2012)
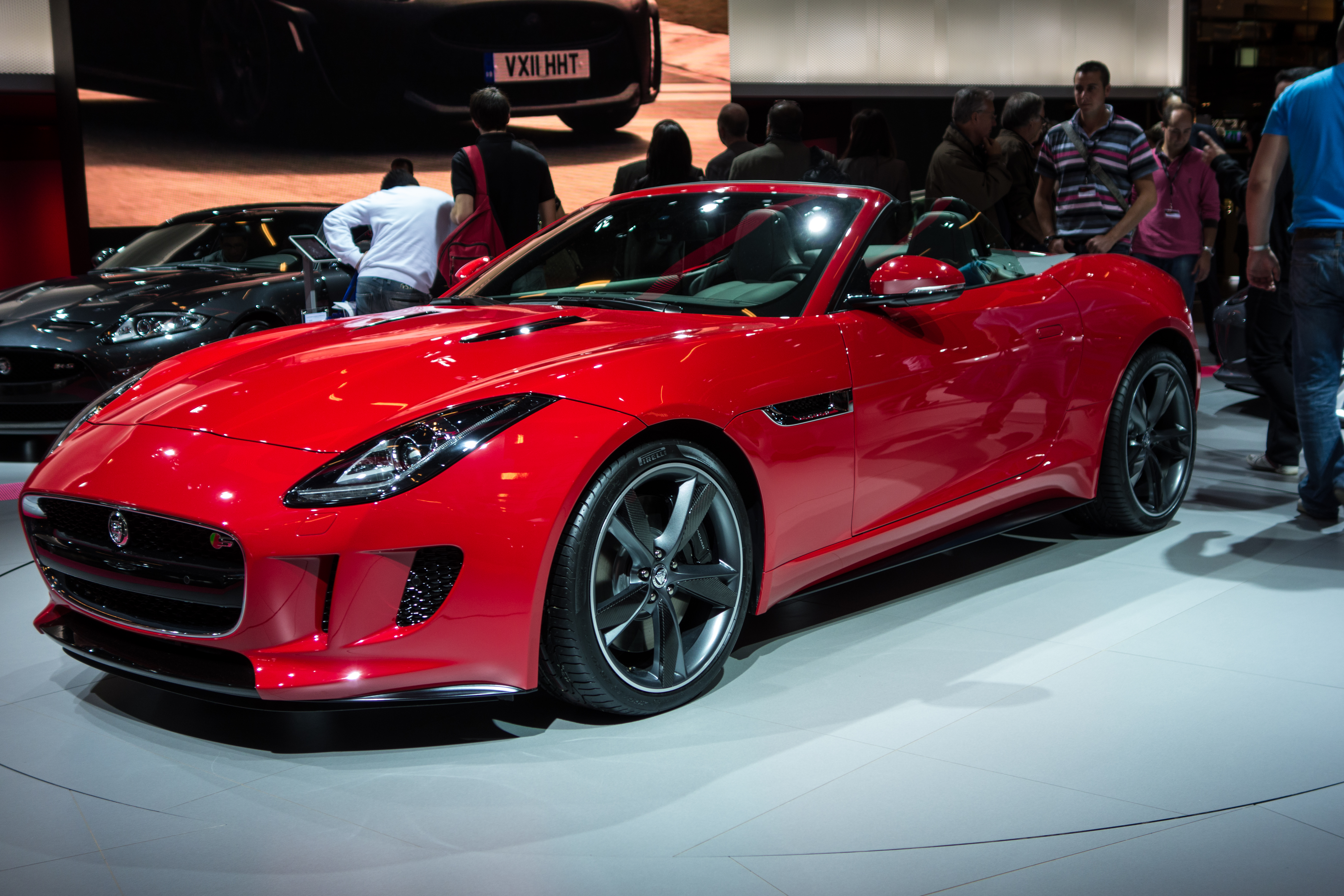
Jaguar F-Type (2013)
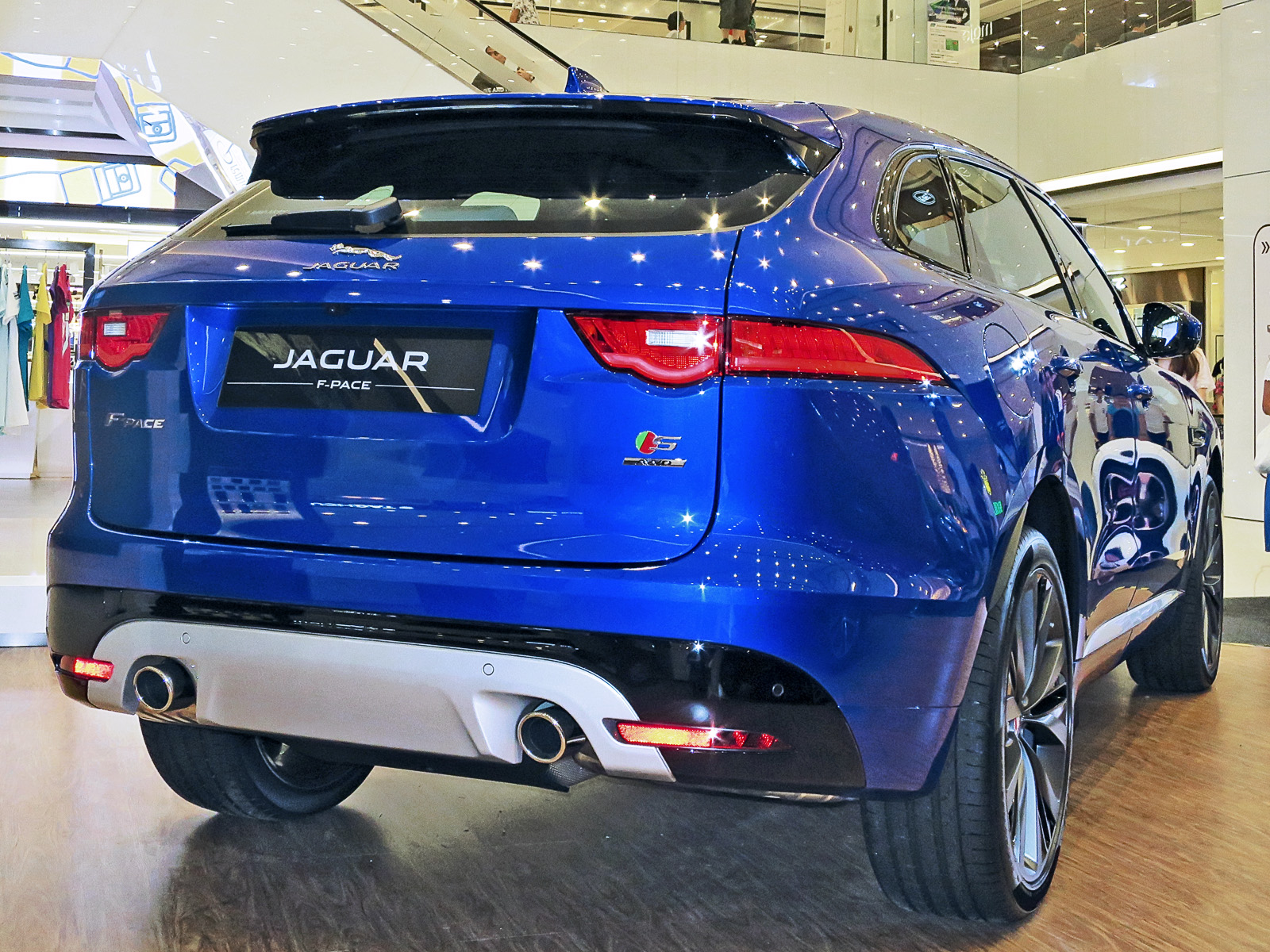
Jaguar F-Pace (2015)

## Награды
- Королевский дизайнер в индустрии — от Королевского общества искусств.[6]
- Мемориальный трофей Джима Кларка (2006) — вместе с братом Мюрреем Каллумом.[6]

В 2016 году получил приглашение читать памятные лекции МакаМиллана в Институте инженеров и кораблестроителей Шотландии. Предметом для лекций выбрал «Дизайн автомобилей XXI века». Также в 2018 был избран членом Королевского общества Эдинбурга.